# Kanton Sainte-Menehould
Sainte-Menehould is een voormalig kanton van het Franse departement Marne. Het kanton maakte deel uit van het arrondissement Sainte-Menehould. Het werd opgeheven bij decreet van 21 februari 2014 met uitwerking in maart 2015.

## Gemeenten
Het kanton Sainte-Menehould omvatte de volgende gemeenten:
- Argers
- Braux-Sainte-Cohière
- Braux-Saint-Remy
- La Chapelle-Felcourt
- Châtrices
- Chaudefontaine
- Courtémont
- La Croix-en-Champagne
- Dommartin-Dampierre
- Dommartin-sous-Hans
- Élise-Daucourt
- Florent-en-Argonne
- Gizaucourt
- Hans
- Laval-sur-Tourbe
- Maffrécourt
- Moiremont
- La Neuville-au-Pont
- Passavant-en-Argonne
- Sainte-Menehould (hoofdplaats)
- Saint-Jean-sur-Tourbe
- Somme-Bionne
- Somme-Tourbe
- Valmy
- Verrières
- Villers-en-Argonne
- Voilemont